# Konkuperacja
Konkuperacja (czasami nazywana również konkurencyjną kooperacją lub współkonkurencją) – neologizm opisujący  współpracę konkurentów, polegającą na kooperacji obszarach, w których swoim zdaniem nie mają przewagi konkurencyjnej, a mogą podzielić się kosztem. 
Umowa pomiędzy PSA Peugeot Citroën i Toyota, by współdzielić części nowego samochodu miejskiego, sprzedawanego jednocześnie jako Peugeot 107, Toyota Aygo i Citroën C1, to typowy przykład konkuperacji. W tym przypadku firmy oszczędzają poprzez kooperację i współdzielenie kosztów, pozostając zażartymi konkurentami w innych obszarach działalności.
Słowo konkuperacja, jak i jego nieco lepiej brzmiący w języku polskim odpowiednik współkonkurencja i ich warianty, są używane jako tłumaczenie wyrażenia coopetition z języka angielskiego.